# Comitatul Lacombe, Alberta
Comitatul Lacombe, din provincia Alberta, Canada  este un district municipal situat central în Alberta. Districtul se află în Diviziunea de recensământ 8. El se întinde pe suprafața de 2,766.65 km2  și avea în anul 2011 o populație de 10,312 locuitori.
Cities Orașe
- Lacombe

Towns Localități urbane
- Bentley
- Blackfalds
- Eckville

Villages Sate
- Alix
- Clive

Summer villages Sate de vacanță
- Birchcliff
- Gull Lake
- Half Moon Bay
- Sunbreaker Cove

Hamlets, cătune
- Haynes
- Joffre
- Mirror
- Morningside
- Tees

Așezări
- Alix South Junction
- Aspen Beach
- Birch Bay
- Brighton Beach
- Brook
- Bullocksville
- Burbank
- Chigwell
- Coghill
- Deer Ridge Estates
- Delaney
- Ebeling Beach
- Farrant
- Forshee
- Gilby
- Heatburg
- Hespero
- Jackson
- June
- Kasha
- Kootuk
- Kuusamo Krest
- Lamerton
- Lochinvar
- Lockhart
- McLaurin Beach
- New Saratoga Beach
- PBI
- Prentiss
- Rosedale
- The Breakers
- Wilson Beach
- Woody Nook

1. 1 2  Population and dwelling counts, for Canada, provinces and territories, and census subdivisions (municipalities), 2016 and 2011 censuses – 100% data (în engleză), 20 februarie 2019